# Selk (Schleswig-Holstein)
Pour les articles homonymes, voir Selk.
Selk est une commune de l'arrondissement de Schleswig-Flensbourg, Land de Schleswig-Holstein.

## Géographie
La commune se situe au sud de Schleswig, dans la péninsule d'Angeln, dans la Schlei. Elle regroupe les quartiers d'Oberselk, Niederselk, Wedelspang et Altmühl.
À l'ouest passe la Bundesautobahn 7 et au nord, la Bundesstraße 76.

## Histoire

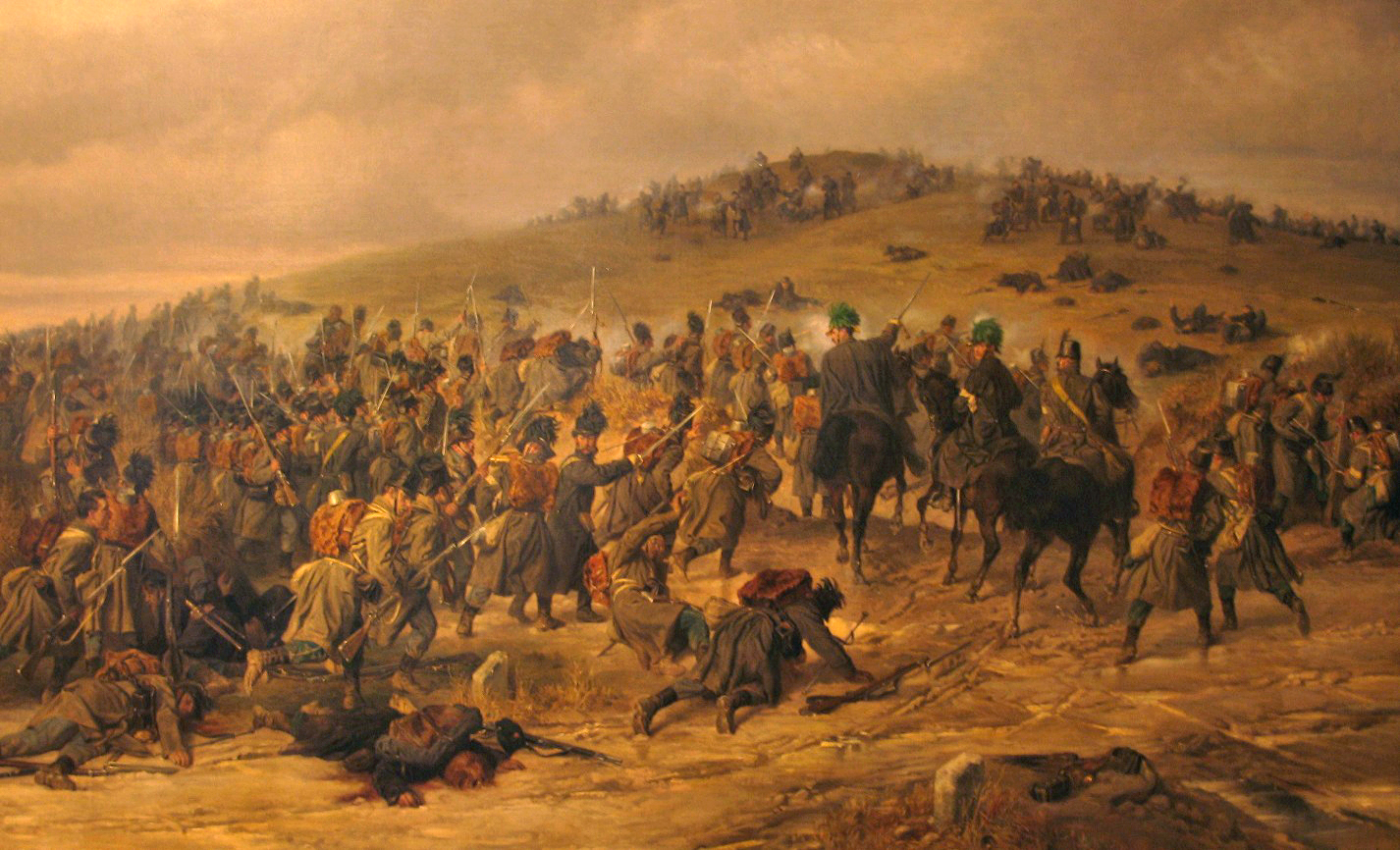
Siegmund L'Allemand, La prise de Königsberg à Oberselk par le 18e Bataillon impérial le 3 février 1864, 1864

Le nom de la commune vient du danois "selje" (saule). La première mention écrite date du 5 mars 1412 lorsque l'évêque de Schleswig réclame des impôts au village.
En 872 a lieu sur le territoire une bataille entre rois vikings, d'où la présence de nombreuses tombes. Sur le même lieu se trouve aussi un mémorial pour les soldats autrichiens morts lors de la guerre des Duchés en 1864. Il y a aussi un peu partout sur le territoire de Selk des tombes de soldats allemands, autrichiens et danois.
À Selk se termine le Kograben (ou Kovirke), une partie du Danevirke.